# 1000-km-Rennen von Palanga

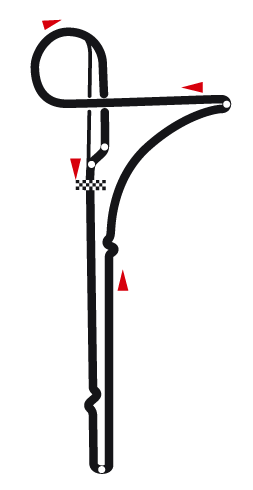
Streckenführung seit 2014

Das 1000-km-Rennen von Palanga ist ein Langstreckenrennen auf einem nicht näher benannten temporären Straßenkurs nahe der Stadt Palanga in Litauen.

## Die Veranstaltung
Das Rennen wurde erstmals im Jahr 2000 mit ausschließlich lokalen Teilnehmern ausgetragen. Durch den eher unüblichen Aufbau des Straßenkurses und weil an einer öffentlichen Tankstelle nachgetankt wird, erreichte das Rennen schnell eine internationale Bekanntheit und lockte internationale Rennteams an. Es ist eine Einzelveranstaltung und kein Bestandteil einer Meisterschaft.
Das Rennen findet auf einem abgesperrten Teil der Kreuzung der Fernstraßen A13 und A11 statt. Die Auf- und Abfahrten der Fernstraßen sind Teil der Rennstrecke; auf den Fahrbahnen sind zwei mobile Schikanen platziert. Nachgetankt wird an einer Tankstelle an der Fernstraße A13; die Boxengasse wird nur für Reparaturen und Reifenwechsel genutzt.
Zum Rennen zugelassene Fahrzeuge sind klassische Tourenwagen und Gran-Turismo-Fahrzeuge. Die Fahrzeuge werden nach dem Grad ihrer Modifikation oder nach ihrem Treibstoff in verschiedene Gruppen eingeteilt.

## Gesamtsieger
| Jahr | Team                                | Gesamtsieger                                                                        | Fahrzeug                  | Fahrzeit         | Name des Rennens                 |
| ---- | ----------------------------------- | ----------------------------------------------------------------------------------- | ------------------------- | ---------------- | -------------------------------- |
| 2000 | Lietuvos Porsche Klubas             | Vladas Laurinavičius Eugenijus Tumalevičius Vytautas Venskūnas                      | Porsche 911               | 10:02:00,000 (a) | 1000 kilometrų lenktynės         |
| 2001 | Automodus 5                         | Vytautas Venskūnas Alfredas Kudla                                                   | Porsche 993 RSR           | 08:52:00,000 (a) | 1000 kilometrų lenktynės         |
| 2002 | Lietuvos Porsche Klubas             | Vladas Laurinavičius Eugenijus Tumalevičius Aurelijus Simaška N.Kondrachin          | Porsche 993 Cup           | 09:20:00,000 (a) | 1000 kilometrų lenktynės         |
| 2003 | SK D.A.L                            | Alfredas Kudla Vytautas Venskūnas                                                   | Porsche Carrera GT3       | 09:22:00,000 (a) | 1000 kilometrų lenktynės         |
| 2004 | Los Patrankos – Printera            | Vygandas Simuntis Linas Karlavičius Vytautas Venskūnas Aivaras Pyragius             | Audi RS4                  | 09:19:22,262 (b) | HORN 1003 kilometrų lenktynės    |
| 2005 | Oktanas – Snaigė                    | Egidijus Dapšas Nerijus Dagilis Nemunas Dagilis                                     | Porsche 996 GT3           | 09:59:09,175 (b) | HORN 1003 kilometrų lenktynės    |
| 2006 | Topo centras                        | Aurelijus Rusteika Giedrius Tomas Jarmalavičius Arūnas Bartusevičius Jonas Gelžinis | Porsche 996 GT3           | 10:00:19,438 (b) | HORN 1003 kilometrų lenktynės    |
| 2007 | Adampolis – Racing Team             | Ramūnas Čapkauskas Vidas Čebatavičius                                               | AGM WLR                   | 09:43:17,609 (b) | Omnitel 1000 kilometrų lenktynės |
| 2008 | Snoras Spyker Squadron              | Jonas Gelžinis Ralf Kelleners Aleksey Vasilyev Peter Dumbreck                       | Spyker C8 Spyder GT2R     | 09:05:33,204 (a) | Omnitel 1000 kilometrų lenktynės |
| 2009 | Snoras Client Team                  | Jonas Gelžinis Aleksey Vasilyev Ilia Burenko                                        | Ferrari F430 Challenge    | 09:19:49,053 (a) | Omnitel 1000 kilometrų lenktynės |
| 2010 | KS Motorsport                       | Benny Smets Ward Sluys                                                              | BMW Silhouette            | 09:03:00,393 (a) | Omnitel 1000 kilometrų lenktynės |
| 2011 | Neiluva - Martin Sport              | Martynas Samuitis Arūnas Granskas                                                   | Honda Civic Type-R        | 09:38:35,594 (a) | Omnitel 1000 kilometrų lenktynės |
| 2012 | Oktanas Racing                      | Sun Moodley Andrew Culbert Manogh Maharaj                                           | Porsche 911 GT3 Cup       | 08:57:43,195 (a) | Omnitel 1000 kilometrų lenktynės |
| 2013 | General Financing – Autopaslauga    | Benediktas Vanagas Nemunas Dagilis Nerijus Dagilis                                  | Porsche 911 GT3           | 09:16:30,236 (a) | 1000 kilometrų lenktynės         |
| 2014 | Liqui Moly Racing Team Lithuania    | Jonas Gelžinis Ignas Gelžinis Edvinas Arkušauskas                                   | BMW E90 Edva              | 08:29:01,851 (c) | 1000 kilometrų lenktynės         |
| 2015 | Juta – KG Group                     | Jonas Gelžinis Ignas Gelžinis Tautvydas Barštys                                     | Porsche Carrera GT3 Cup   | 09:55:18,357 (c) | ENEOS 1000 kilometrų lenktynės   |
| 2016 | General Financing team Pitlane      | Sebastiaan Bleekemolen Jonas Gelžinis Benediktas Vanagas                            | Porsche 911 GT3 Cup       | 08:44:55,924 (d) | ENEOS 1006 kilometrų lenktynės   |
| 2017 | Skuba Dream                         | Jonas Gelžinis Ignas Gelžinis Egidijus Valeiša                                      | Porsche 911 GT3 Cup       | 08:54:33,408 (d) | ENEOS 1006 km powered by Hankook |
| 2018 | Palanga SPA Hotel by EMG Motorsport | Steve Vanbellingen Nemunas Dagilis Robertas Kupčikas                                | Porsche 991               | 08:41:59,272 (d) | Aurum 1006 km powered by Hankook |
| 2019 | Circle K milesPLUS Racing Team      | Julius Adomavičius Ralf Aron Jonas Gelžinis Ignas Gelžinis                          | Porsche GT3 Cup           | 08:37:26,121 (d) | Aurum 1006 km powered by Hankook |
| 2020 | Circle K milesPLUS Racing Team      | Julius Adomavičius Ralf Aron Jonas Gelžinis Oskaras Brazaitis                       | Porsche GT3 Cup           | 8:42:38,360 (d)  | Aurum 1006 km powered by Hankook |
| 2021 | Circle K milesPLUS Racing Team      | Julius Adomavičius Ralf Aron Jonas Gelžinis Ignas Gelžinis                          | Porsche GT3 Cup           | 10:00:10,989 (d) | Aurum 1006 km powered by Hankook |
| 2022 | Circle K - Lesta Racing Team        | Julius Adomavičius Ignas Gelžinis Marijus Mazuch Eimantas Navikauskas               | Audi R8 LMS GT3           | 8:20:44,726 (d)  | Aurum 1006 km powered by Hankook |
| 2023 | Stateta BRO by HMobile              | Anders Fjordbach Jan Magnussen Eimantas Navikauskas Edvinas Žadeikis                | Mercedes-Benz AMG GT3 EVO | 8:45:22,118 (d)  | Aurum 1006 km                    |

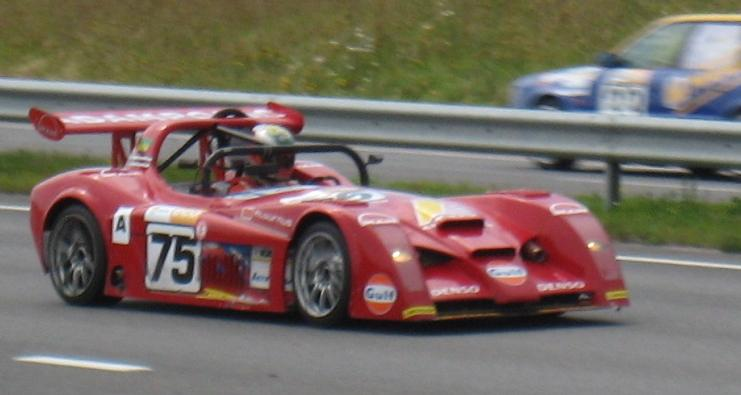
Der AGM WLR, der Gesamtsieger von 2007, des Adampolis – Racing Team
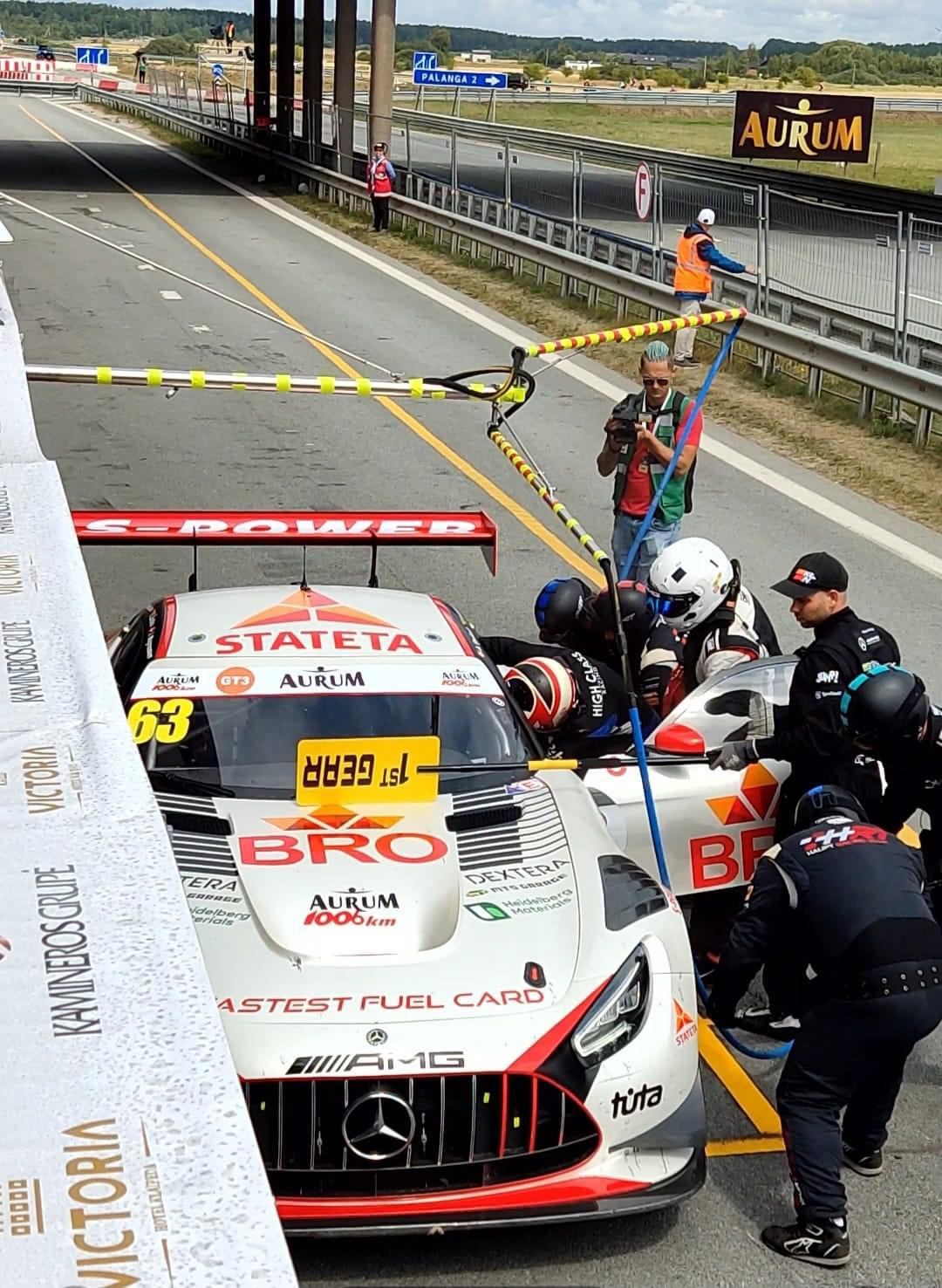
Gesamtsiegerfahrzeug 2023: Mercedes-Benz AMG GT3 EVO, des Stateta BRO by HMobile Team